# Mateja Vraničar Erman
Mateja Vraničar Erman (Ljubljana, 7 de novembre de 1965) és una advocada i política eslovena.
Entre 2016 i 2018, en el dotzè govern de la República d'Eslovènia, va ser ministra de Finances de la República d'Eslovènia.